# جي إي هوندا للمحركات الجوية
جي إي هوندا للمحركات الجوية: (بالإنجليزية: GE Honda Aero Engines LLC)‏, أو مايعرف اختصارا بـ(جي إي هوندا) ومقرها سينسيناتي، أوهايو، الولايات المتحدة هو مشروع مشترك بين جنرال الكتريك للطيران وهوندا ايرو. أسست في عام 2004، وتخطط لإنتاج المحركات النفاثة ذات قوة دفع من 1،000 إلي 3،500 رطل وهذه الفئة من المحركات مناسبة وموجة سوق لصناعة طيران رجال الأعمال. ويرأس جي إي هوندا بيل دواير (بالإنجليزية: Bill Dwyer)‏, من شركة جنرال الكتريك للطيران و اتسوكيوني وارقي (بالإنجليزية: Atsukuni Waragai)‏, من هوندا ايرو.

## التاريخ
تم تأسيس جي إي هوندا في أكتوبر 2004، مع النية للجمع بين تكنولوجيا الدفع والابتكار.

## منتجات
- جي إي هوندا إتش إف120